# Daniele Cesaretti
Daniele Cesaretti (San Marino, 19 aprile 1954) è un ex ciclista su strada sammarinese.

## Biografia
Nato nel 1954 a San Marino, a 18 anni ha partecipato ai Giochi olimpici di Monaco di Baviera 1972, nella corsa in linea, non riuscendo a terminare la gara.
Quattro anni dopo ha preso di nuovo parte alle Olimpiadi, quelle di Montréal 1976, sempre nella corsa in linea, ancora una volta non riuscendo ad arrivare al traguardo.
Diventato professionista a 34 anni, nel 1988 ha partecipato ai Mondiali di Ronse, non terminando la corsa in linea per professionisti.
Ha chiuso la carriera nel 1992, a 38 anni, dopo quattro anni nelle squadre sammarinesi di Alfa Lum, Verynet, Gis Gelati e Mercatone Uno.

## Piazzamenti

### Competizioni mondiali
- Campionati del mondo

Ronse 1988 - In linea Professionisti: ritirato
- Giochi olimpici

Monaco di Baviera 1972 - In linea: ritirato
Montréal 1976 - In linea: ritirato